# Francisco J. Múgica
Francisco José Múgica Velázquez (Tingüindín, Michoacán; 3 de septiembre de 1884-México, D.F., 12 de abril de 1954), conocido como Francisco J. Múgica, fue un militar y político mexicano. 
Participó en la Revolución mexicana siendo general de división; fue constituyente en 1917 y gobernador de Tabasco. Se desempeñó como gobernador de Michoacán de 1920 a 1921, secretario de la Economía Nacional de 1934 a 1935 y secretario de Comunicaciones y Obras Públicas en el gobierno de Lázaro Cárdenas y gobernador de Baja California Sur de 1940 a 1946 designado, por el presidente Manuel Ávila Camacho.
Para el historiador David Brading, Múgica representa un nuevo tipo de caudillo dentro del contexto revolucionario y posrevolucionario en México, debido a que su figura y poder no se forma desde la acción militar, sino más bien desde la política y la estatal. 
Suya fue la redacción del Manifiesto a la Nación que leyó en cadena nacional el presidente Cárdenas al decretar la expropiación petrolera.

## Inicios y vida revolucionaria
Francisco J. Múgica nació en el Estado de Michoacán. Determinado por la profesión de su padre, profesor de escuelas, necesitó trasladarse de un lugar a otro, haciendo que completara sus estudios primarios en diversas escuelas. Tras terminar sus estudios preparatorios, comenzó a ejercer el periodismo, siendo colaborador de varios periódicos liberales, entre ellos Regeneración, de los hermanos Flores Magón; en Zamora, Michoacán, lugar donde concluyó sus estudios de seminario y estableció su residencia, Múgica publicó pequeños periódicos opositores a Porfirio Díaz.
Años después se trasladó a vivir a la Ciudad de México, donde contactó con diversas figuras de las conspiraciones para la Revolución mexicana; en 1910 viajó a San Antonio (Texas), EE. UU., para comenzar con la organización de las Juntas Revolucionarias.
Se enroló en las fuerzas de Pascual Orozco, tomando Ciudad Juárez en 1911; después, con Lucio Blanco, comenzó en 1913 el primer reparto agrario en Matamoros, Tamaulipas.
Posteriormente, fue encargado de diversas actividades militares, como general y lugarteniente de Venustiano Carranza y Álvaro Obregón entre otros. Encabezó las fuerzas revolucionarias en Michoacán, donde conoció a Lázaro Cárdenas, de quien sería maestro ideológico.
Su vida militar lo llevó a disensiones con el general Álvaro Obregón, quien envió a asesinarlo. La amistad con el general Lázaro Cárdenas le permite conocer las intenciones de Obregón y escapar de sus ejecutores.
Al final de su vida militar, se encargó del Heroico Colegio Militar de México, de la comandancia en el sur y fue gobernador de Tabasco y presidente del Tribunal Militar.
Fue director del penal de las Islas Marías de 1928 a 1932.

## Constituyente
Participante del Congreso Constituyente de 1917, por sus posiciones y sus debates fue siempre recordado como uno de los mejores constituyentes y de los fundamentales ideólogos de la Revolución mexicana.[cita requerida] Fundamentalmente, su trabajo se enfocó a los artículos referentes a temas de religión, política, economía y educación de la constitución. Su ideología quedó plasmada en los artículos 3.º, 27.º y 123.º de la Constitución Política de los Estados Unidos Mexicanos.

## Gobernador de Tabasco
Fue gobernador de Tabasco en dos ocasiones. La primera del 18 de septiembre de 1915 al 11 de enero de 1916. Gobernador provisional y comandante militar por designación presidencial, nombrado por el presidente Venustiano Carranza. En 1915 convirtió la catedral de Esquipulas en cuartel militar. Capturó y mandó fusilar al usurpador José Gil Morales y a 39 de sus seguidores. Solicitó licencia para viajar a la Ciudad de México. 
La segunda vez del 24 de febrero al 15 de septiembre de 1916, gobernador provisional por designación presidencial. En esta etapa, por decreto, el 3 de febrero de 1916 cambió el nombre de la capital del estado San Juan Bautista de Tabasco, por el de Villahermosa, indicando que debe de escribirse junto y no separado. Dejó el cargo por instrucciones de Venustiano Carranza ya que los revolucionarios tabasqueños le solicitaron el cambio del gobernador por uno que fuera tabasqueño.

## Gobernador de Michoacán
Fue gobernador interino de Michoacán desde septiembre de 1920 -cuando Lázaro Cárdenas fue elegido presidente del PNR o secretario de estado-, hasta su renuncia bajo presión el 9 de marzo de 1922. Su gubernatura fue corta pero polémica debido a sus enfrentamientos con el clero, los terratenientes y otros sectores de la sociedad que se oponían a sus políticas de restitución de tierra a los campesinos pobres y sus ataques a instituciones religiosas. La quejas sobre el gobierno de Múgica por parte de diversos grupos de terratenientes obligaron al gobierno obregonista a presionar al gobernador para que dimitiera, lo que finalmente pasaría después de múltiples enfrentamientos entre el gobierno estatal, junto con las ligas de campesinos y obreros que lo apoyaban y las sublevaciones militares contrarias a las políticas implementadas.

## Secretario de Estado
El 1 de diciembre de 1934, al tomar Lázaro Cárdenas posesión de la presidencia de la república, designó a Múgica como secretario de  Economía Nacional, siendo inmediatamente identificado como uno de los integrantes del gabinete netamente "cardenistas", frente a los "callistas" que ocupan importantes carteras en el mismo gabinete. Cárdenas se propuso establecer una distancia definitiva del "maximato", mando que ejercía Plutarco Elías Calles sobre todos los presidentes desde que había dejado la presidencia en 1928, siendo Múgica un gran aliado de Cárdenas en ese proceso; finalmente, a mediados de junio de 1935, el problema derivó en una crisis: a partir de unas declaraciones anti obreras de Calles, los sindicatos cardenistas iniciaron fuertes protestas contra la figura del "'Jefe Máximo" (Calles), que fueron inmediatamente aprovechadas para deshacerse de su influencia en el gobierno al pedir y obtener Cárdenas la renuncia de su gabinete en pleno, saliendo así todos los callistas, incluido el hijo de Calles, Rodolfo Elías Calles, quien era secretario de Comunicaciones y Obras Públicas; para sustituirlo, fue designado Múgica.
Francisco estuvo al frente de la secretaría de Comunicaciones y Obras Públicas de 1935 a 1939. Fue durante su gestión, el 24 de junio de 1937 cuando se publica en Diario oficial, la expropiación de los bienes de Ferrocarriles Nacionales de México,  precedente para la expropiación petrolera. Nombra a Ulises Irigoyen director de área, quien promovió la construcción ferrocarrilera de la época. Francisco J. Múgica renunció a la Secretaría de Comunicaciones para hacer su precampaña y para que no hubiera dudas de que no habría ningún tipo de desvío de recursos públicos a la misma. 

## Precandidato a la presidencia
Francisco J. Múgica era el sucesor natural de Cárdenas en la presidencia: firme izquierdista; creyente en las grandes reformas de Cárdenas (Reforma Agraria, Educación Socialista, Unidad Obrera, Nacionalización de la Industria); autor intelectual, o al menos el inspirador, de muchas de esas reformas. Su elección como sucesor, en fin, auguraba la continuidad de la política cardenista. Sin embargo, Múgica era mucho más radical que Cárdenas; quienes lo apoyaban lo veían como el gran consolidador de la obra social cardenista, mientras que sus opositores lo veían como un gran peligro que convertiría a México en una copia de la Unión Soviética.
Empezó una gira por el país, para entrar en contacto directo con obreros y campesinos, algunos dirigentes y caciques (como gobernadores y alcaldes) del PRM vieron esto como un peligro, por lo que fue obstaculizado en sus recorridos y saboteados sus partidarios. Múgica pidió una elección interna democrática y transparente para la libre selección del candidato, también propuso un debate abierto de programas entre los aspirantes, pero no fue escuchado.
Ante la sucesión presidencial de 1940 dos personajes de la derecha ganaban adeptos rumbo a las elecciones del año siguiente: Joaquín Amaro y Juan Andreu Almazán; Cárdenas comprendió entonces que la candidatura de Múgica no sería bien recibida por el país ni por el extranjero; pensó que se necesitaba una candidatura de centro, menos radical, que lograra unificar a la dividida población y sobre todo, que le quitara banderas al opositor Almazán. Esto lo representaba la candidatura de Manuel Ávila Camacho, el secretario de la Defensa Nacional; Múgica no tuvo otra opción que retirar su precandidatura y sumarse a la de Ávila Camacho, con quien tuvo una relación remota.

## Gobernador de Baja California Sur
Pasadas las elecciones, que con graves conflictos y un sonado fraude electoral dieron la victoria a Ávila Camacho sobre Almazán. El presidente Ávila Camacho le ofreció un puesto en su gabinete, pero el general Múgica lo rechazó, luego de que Ávila Camacho se dijera “creyente”. Sin embargo, por su trayectoria y poder, tampoco podía ser dejado fuera del gobierno. La solución fue designarlo gobernador del territorio de Baja California Sur, una de las zonas más alejadas, subdesarrolladas y poco pobladas del país.

## Ruptura con el PRI y últimos años
En 1951 fundó el Partido Constitucionalista Mexicano, junto con otros compañeros suyos que fueron constituyentes del 17, convencido de que era necesario reimpulsar el espíritu revolucionario ante las desviaciones de algunos gobiernos sucesores al cardenismo, apoyando en 1952 la candidatura de Miguel Henríquez Guzmán, en unas elecciones fraudulentas que perpetuaron al partido de estado en el poder.
En últimas fechas, Múgica se dedicó a actividades privadas, asentándose en su finca cerca de Pátzcuaro. Falleció en la Ciudad de México a los 69 años de edad, el 12 de abril de 1954. A su funeral asistieron el expresidente Lázaro Cárdenas del Río y el muralista Diego Rivera. Destacado orador, comprometido con los más altos ideales revolucionarios, desde el reparto agrario, la educación laica y gratuita, la soberanía nacional, y las conquistas sociales a manos de obreros y campesinos, fue despedido por miles de mexicanos, que reconocieron el gran legado del general en la historia de México.